# Zastava 750
 (octobre 2024).
La Zastava 600 (Застава 600) est une automobile fabriquée sous licence par le constructeur (ex) Yougoslave Zastava à partir du 18 octobre 1955, dans son usine de Kragujevac, en Serbie. La première série est simplement assemblée en CKD à partir de composants italiens.
À la suite des accords de coopération signés avec Fiat S.p.A. Italie le 12 août 1954, Zastava obtient de nombreuses licences pour la fabrication locale d'automobiles Fiat et de camions Fiat V.I.. Les premiers modèles automobiles à être assemblés localement par Zastava seront la Fiat 1400 et la Fiat Campagnola AR 55.

## Histoire[1]
La Zastava 600, surnommée "Fića" (Фићa) ou "Fićo" (Фићo) en Serbe, Montenegrin, Croate et Bosniaque, "Fičo" ou "Fičko" en Slovène et "Fikjo" (Фиќо) en Macédonien, est la copie sans aucune modification de la Fiat 600 fabriquée en Italie depuis 1955. Elle va rester en fabrication dans l'usine Zastava de Kragujevac jusqu'au 18 novembre 1985.
La Zastava 600 va suivre l'évolution de sa sœur italienne avec :
- 18 octobre 1955, début de l'assemblage en CKD de la Fiat 600 renommée Zastava 600. Au moins 12.000 exemplaires sont ainsi assemblés,
- 1960, pour suivre l'évolution de l'original italien, la Z.600 devient Z.600D équipée du même moteur dont la puissance est passée de 21 à 22 ch DIN (16 kW), la finition intérieure évolue un peu,
- en 1961, la Z.600D est équipée d'un nouveau moteur dont la cylindrée a été portée à 767 cm3 et sa puissance à 24,5 ch (18 kW). C'est à partir de cette version que la voiture est fabriquée localement avec un grand nombre de composants nationaux produits sous licence et non plus assemblée en CKD,
- en 1962, la Z.600D voit le sens d'ouverture des portières s'inverser et devient Z.750.
- en 1970, après l'arrêt définitif de la production en Italie, les chaînes sont cédées à Seat en Espagne et à Zastava qui va poursuivre son évolution et elle devient Z.750M avec l'adoption d'un moteur de 795 cm3 en provenance de la filiale argentine Fiat Concord,
- en 1979, elle devient Z.750S, la puissance est portée à 22 kW et la vitesse dépasse les 120 km/h. L'habitacle est modernisé et reprend des composants de la Fiat 126 fabriquée en Pologne,
- en mars 1980, elle prend sa dernière dénomination Z.850 et adopte un nouveau moteur, toujours d'origine Fiat Concord, de 843 cm3. Les freins à tambour sont remplacés par des disques à l'avant. Ce sont 36.481 exemplaires de Z.850 qui ont été fabriqués à Kragujevac dans les finitions L, LE et SC. Le nombre total d'exemplaires de Fico sortis des chaînes Zastava s'élève à 923.487.

Il semble qu'il y ait eu des négociations pour déplacer la production chez Tofas, en Turquie, mais cela ne s'est jamais produit.
Produite à 923.487 exemplaires et commercialisée uniquement dans les Etats de l'ancienne fédération composant la Yougoslavie et les pays du Comecon, on peut considérer que c'est la voiture la plus vendue sur le territoire de l'ensemble des voitures fabriquées par Zastava. Elle est restée en production pendant 30 ans.

Pendant un certain temps, immédiatement après son lancement, en attendant qu'une usine de production soit construite par Fiat et que les composants soient fabriqués localement, la Zastava Z.600 a été simplement assemblée à partir de CKD en provenance d'Italie ou d'Espagne. En 1955, première année de commercialisation, il en sera assemblé 1.044 exemplaires.

## Les différentes versions de la Zastava 600
- Zastava 600
- Zastava 600D
- Zastava 750
- Zastava 750M
- Zastava 750S (special)
- Zastava 850
- Zastava 750 L (luxe)
- Zastava 850 L
- Zastava 750 LE
- Zastava 850 LE (letuned edition)
- Zastava 750 SC (special confort)
- Zastava 850 SC

## Galerie

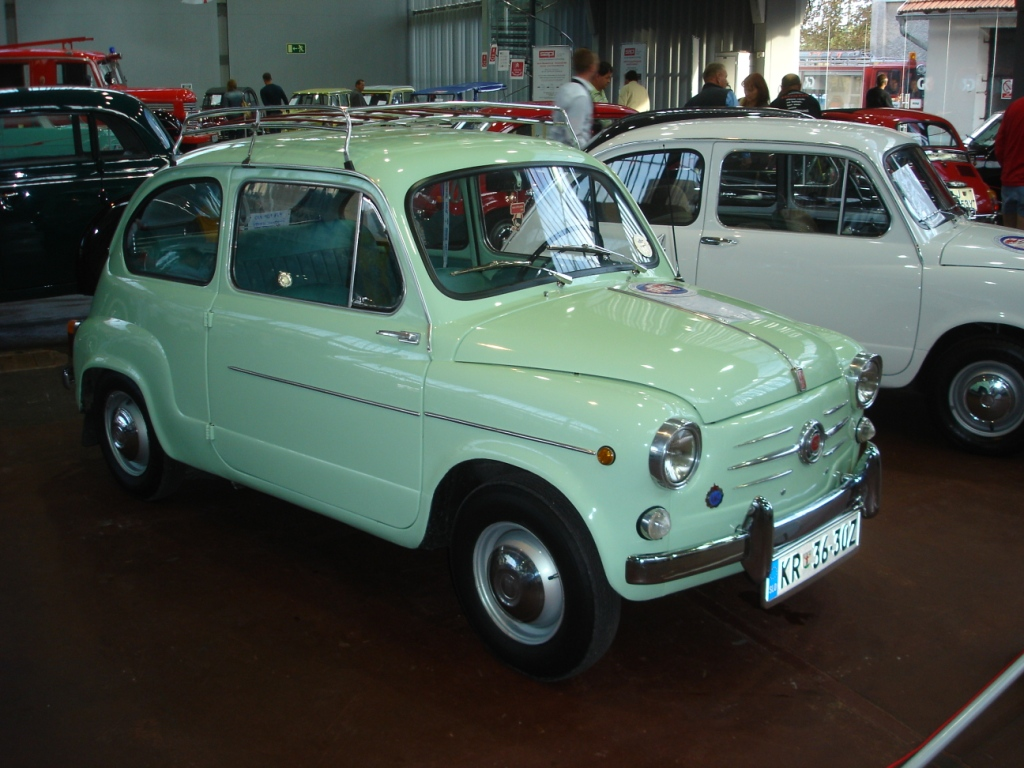
Zastava 600 1re série
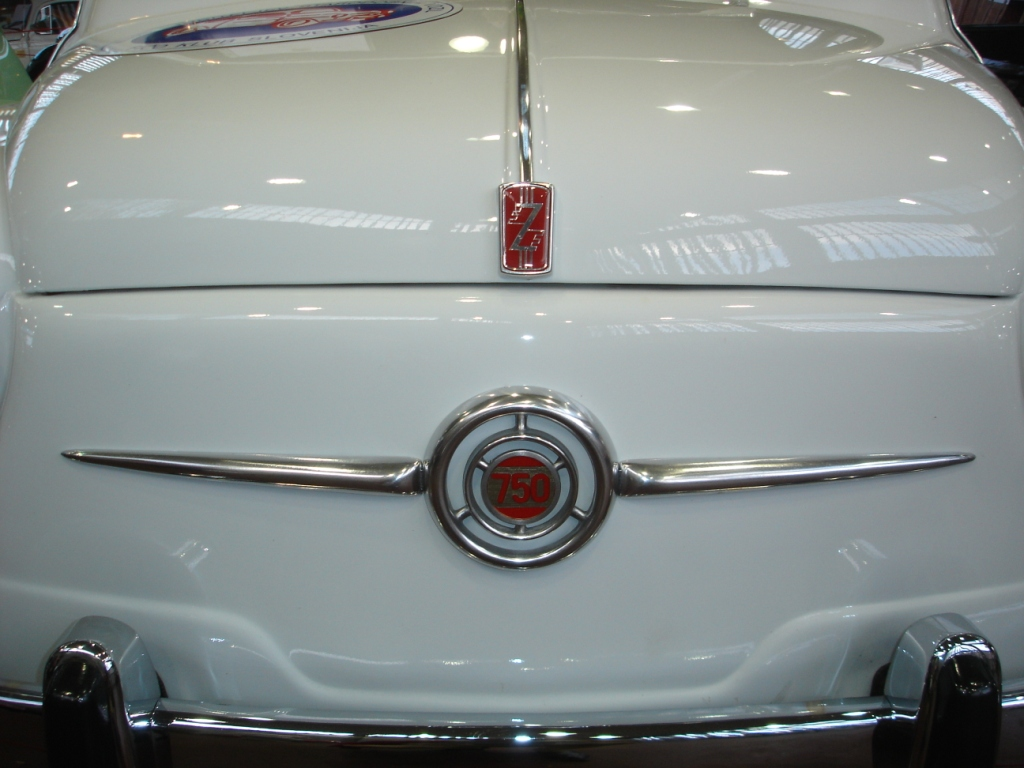
Logos Zastava Z750 - 1962
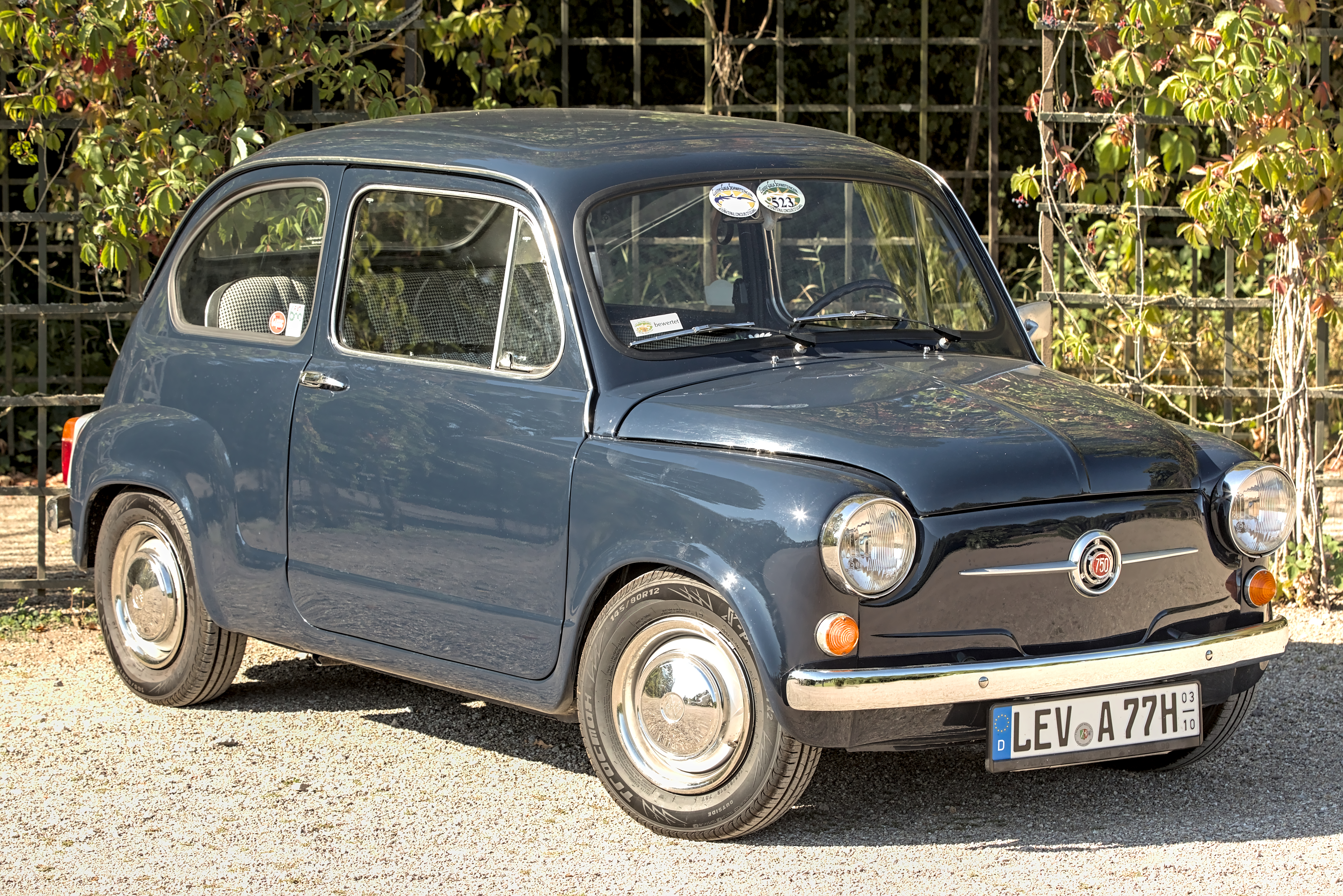
Zastava Z750 - 1962
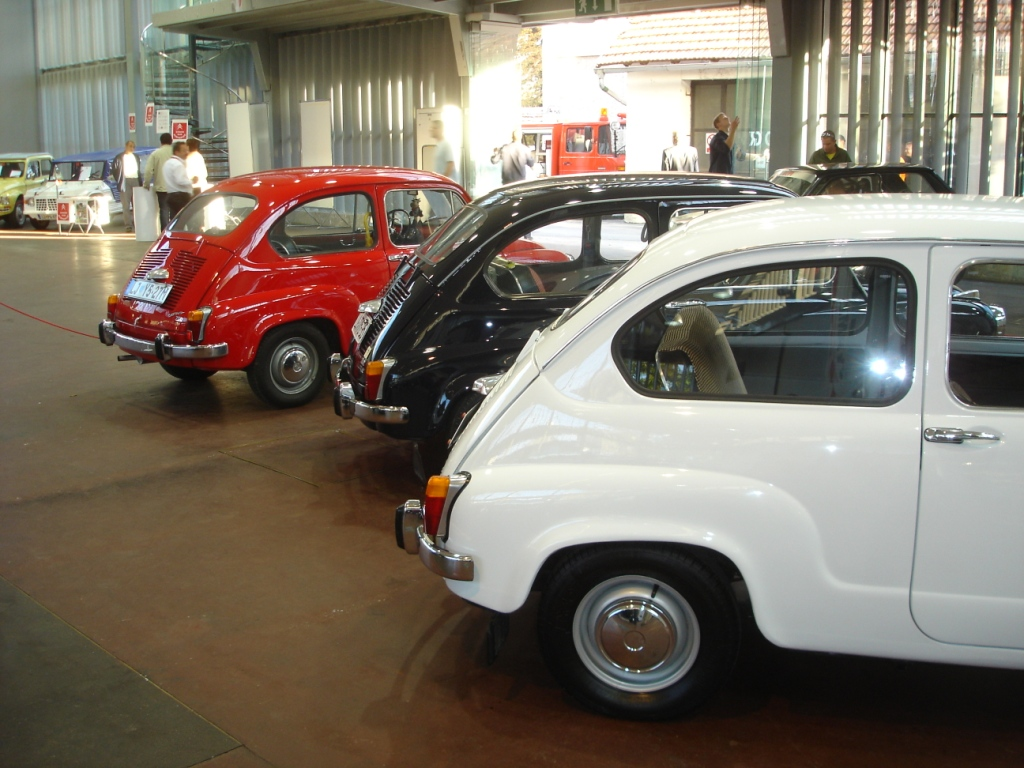
Les 3 séries Z600-750-850 Festival de Ljubljana, Slovénie, 23/09/2007
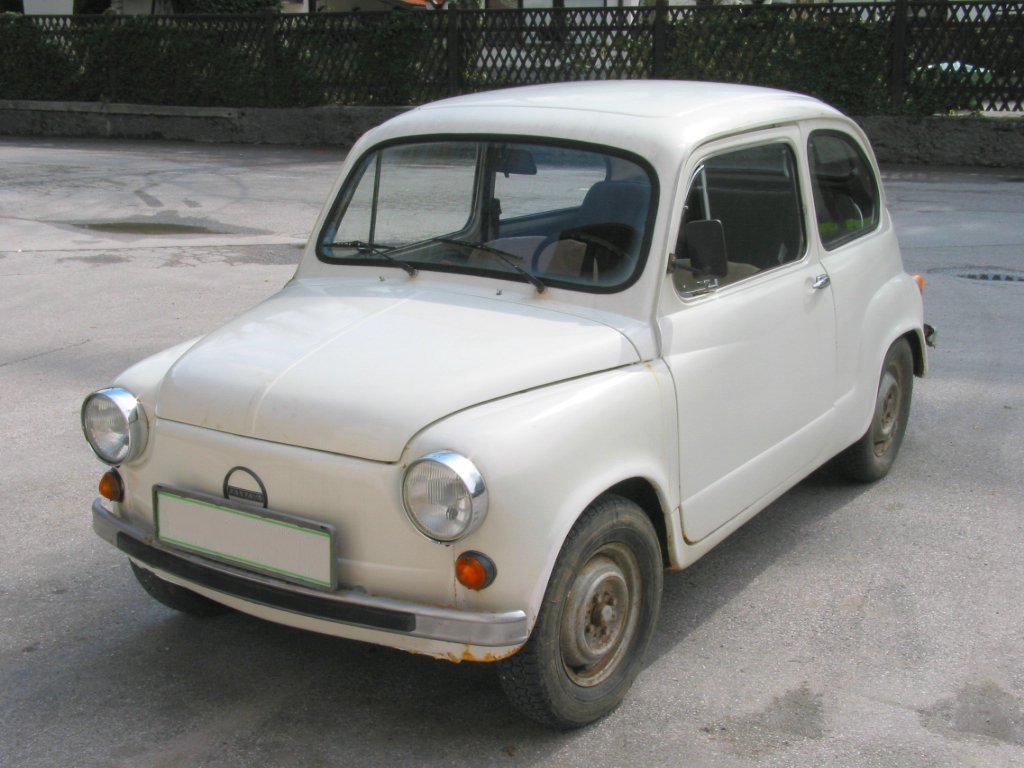
Zastava 850 dernière version (Fičo)
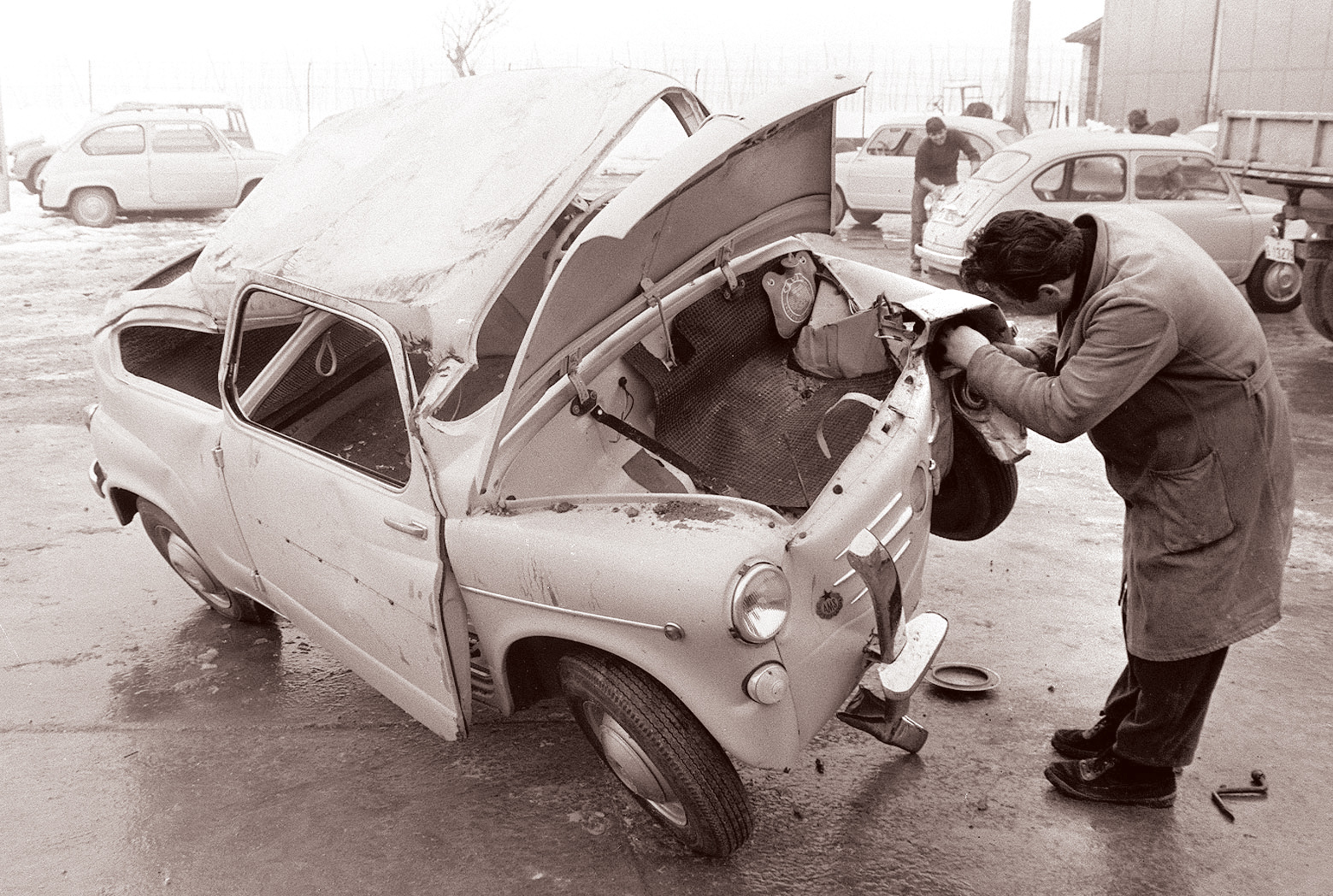
Un modèle accidenté, décembre 1960, Celje. Photo : Jože Gal

## Modèles similaires
- Fiat 600 Italie - Argentine - Belgique - Chili - Colombie
- Fiat 600 Multipla
- Fiat 750 Abarth
- Fiat 600 Savio Jungla
- Seat 600
- Seat 800
- Fiat Neckar Jagst
- Fiat Steyr 600

## Curiosité
Le 4 avril 2000, le journal Privatni pregled de Novi Sad a élu la Zastava 600 Fićo voiture du millénaire de l'ex-Yougoslavie.  